# Alexander Macmillan, II conte di Stockton
Alexander Macmillan Macmillan, II conte di Stockton (Oswestry, 10 ottobre 1943), è un politico britannico.

## Biografia
È il figlio maggiore di Maurice Victor Macmillan, visconte Macmillan di Ovenden e dell'on. Katherine Ormsby-Gore, figlia di William Ormsby-Gore, IV barone Harlech.

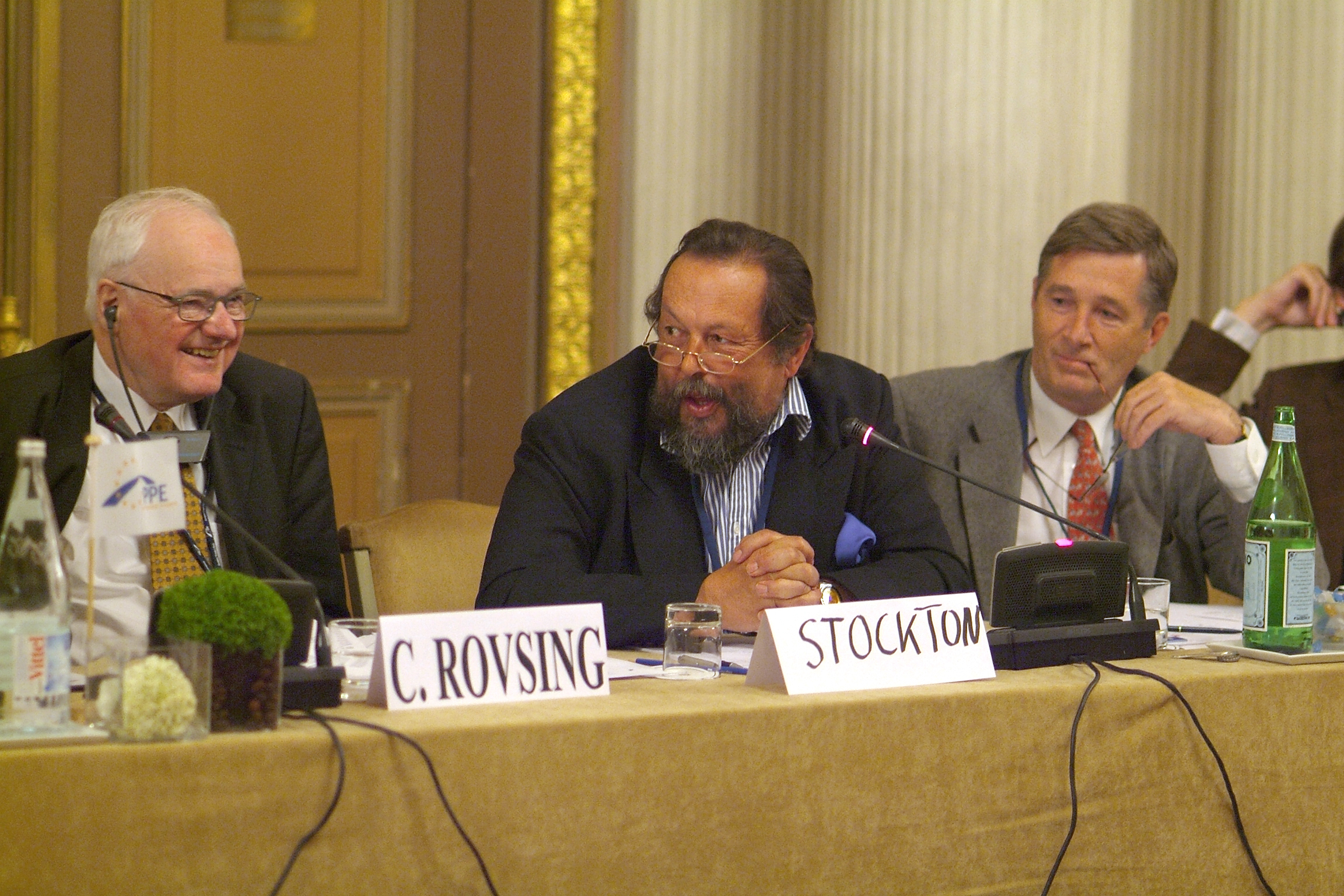
Il Conte Macmillan durante i dibattiti del PPE sulla Costituzione dell'UE nel 2005.

Ha frequentato l'Eton College e ha studiato all'Università di Parigi e all'Università di Strathclyde. Negli anni '80 è stato membro del consiglio di amministrazione di Macmillan Publishers Ltd., una casa editrice che era stata a lungo di proprietà della famiglia Macmillan fino a quando la famiglia non la vendette gradualmente al gruppo editoriale tedesco Georg von Holtzbrinck tra il 1995 e il 1999.
Quando suo nonno Harold Macmillan, I conte di Stockton, morì nel 1986, ereditò il suo titolo nobiliare di conte di Stockton. A quel tempo il titolo era associato a un seggio nella Camera dei lord. Quando la House of Lords Act è entrata in vigore nel 1999, ha perso il seggio parlamentare ereditario. Numerosi tentativi di ottenere uno dei seggi riservati ai pari ereditari nelle elezioni suppletive non ebbero successo. Dal 1999 al 2004 è stato membro del Partito Popolare Europeo per il collegio elettorale dell'Inghilterra sud-occidentale al Parlamento europeo.
Nel maggio 2011, Macmillan è stato eletto nel Consiglio distrettuale di South Bucks.

## Matrimoni e figli
Nel 1970 sposò Helene Birgette Hamilton, da cui ha divorziato nel 1991. Da questo matrimonio ha avuto tre figli:
- Daniel Maurice Alan Macmillan, visconte Macmillan di Ovenden (* 1974)
- Lady Rebecca Elizabeth Macmillan (* 1980)
- Lady Louisa Alexandra Macmillan (* 1982)[1]

Il 23 dicembre 1995, sposò Miranda Quarry. In precedenza era stata sposata con Peter Sellers (1925-1980) e Sir Nicholas Nuttall, III baronetto (1933-2007).

## Ascendenza
|                                                            |                                            |                                                    | Genitori                                             |  |  | Nonni |  |  | Bisnonni                      |  |  | Trisnonni            |  |
|                                                            |                                            |                                                    |                                                      |  |  |       |  |  | 8. Maurice Crawford Macmillan |  |  | 16. Daniel MacMillan |  |
|                                                            |                                            |                                                    |                                                      |  |  |       |  |  | 8. Maurice Crawford Macmillan |  |  | 16. Daniel MacMillan |  |
|                                                            |                                            | 17. Frances Eliza Orridge                          |                                                      |  |  |       |  |  | 8. Maurice Crawford Macmillan |  |  |                      |  |
| 4. Harold Macmillan, I conte di Stockton                   |                                            |                                                    |                                                      |  |  |       |  |  | 8. Maurice Crawford Macmillan |  |  |                      |  |
|                                                            |                                            | 9. Helen Artie Tarleton Belles                     | 18. Joshua Tarleton Belles                           |  |  |       |  |  |                               |  |  |                      |  |
|                                                            |                                            | 9. Helen Artie Tarleton Belles                     | 18. Joshua Tarleton Belles                           |  |  |       |  |  |                               |  |  |                      |  |
|                                                            |                                            | 9. Helen Artie Tarleton Belles                     | 19. Julia Ann Reid                                   |  |  |       |  |  |                               |  |  |                      |  |
| 2. Maurice Victor Macmillan, visconte Macmillan di Ovenden |                                            | 9. Helen Artie Tarleton Belles                     |                                                      |  |  |       |  |  |                               |  |  |                      |  |
|                                                            |                                            | 10. Victor Cavendish, IX duca di Devonshire        | 20. Edward Cavendish                                 |  |  |       |  |  |                               |  |  |                      |  |
|                                                            |                                            | 10. Victor Cavendish, IX duca di Devonshire        | 20. Edward Cavendish                                 |  |  |       |  |  |                               |  |  |                      |  |
|                                                            |                                            | 10. Victor Cavendish, IX duca di Devonshire        | 21. Emma Lascelles                                   |  |  |       |  |  |                               |  |  |                      |  |
| 5. Dorothy Cavendish                                       |                                            | 10. Victor Cavendish, IX duca di Devonshire        |                                                      |  |  |       |  |  |                               |  |  |                      |  |
|                                                            |                                            | 11. Evelyn FitzMaurice                             | 22. Henry Petty-Fitzmaurice, V marchese di Lansdowne |  |  |       |  |  |                               |  |  |                      |  |
|                                                            |                                            | 11. Evelyn FitzMaurice                             | 22. Henry Petty-Fitzmaurice, V marchese di Lansdowne |  |  |       |  |  |                               |  |  |                      |  |
|                                                            |                                            | 11. Evelyn FitzMaurice                             | 23. Maud Hamilton                                    |  |  |       |  |  |                               |  |  |                      |  |
| 1. Alexander Macmillan, II conte di Stockton               |                                            | 11. Evelyn FitzMaurice                             |                                                      |  |  |       |  |  |                               |  |  |                      |  |
|                                                            | 12. George Ormsby-Gore, III barone Harlech | 24. William Ormsby-Gore, II barone Harlech         |                                                      |  |  |       |  |  |                               |  |  |                      |  |
|                                                            | 12. George Ormsby-Gore, III barone Harlech | 24. William Ormsby-Gore, II barone Harlech         |                                                      |  |  |       |  |  |                               |  |  |                      |  |
|                                                            | 12. George Ormsby-Gore, III barone Harlech | 25. Emily Charlotte Seymour                        |                                                      |  |  |       |  |  |                               |  |  |                      |  |
| 6. William Ormsby-Gore, IV barone Harlech                  | 12. George Ormsby-Gore, III barone Harlech |                                                    |                                                      |  |  |       |  |  |                               |  |  |                      |  |
|                                                            |                                            | 13. Margaret Gordon                                | 26. Charles Gordon, X marchese di Huntly             |  |  |       |  |  |                               |  |  |                      |  |
|                                                            |                                            | 13. Margaret Gordon                                | 26. Charles Gordon, X marchese di Huntly             |  |  |       |  |  |                               |  |  |                      |  |
|                                                            |                                            | 13. Margaret Gordon                                | 27. Maria Antoinetta Pegus                           |  |  |       |  |  |                               |  |  |                      |  |
| 3. Katherine Ormsby-Gore                                   |                                            | 13. Margaret Gordon                                |                                                      |  |  |       |  |  |                               |  |  |                      |  |
|                                                            |                                            | 14. James Gascoyne-Cecil, IV marchese di Salisbury | 28. Robert Gascoyne-Cecil, III marchese di Salisbury |  |  |       |  |  |                               |  |  |                      |  |
|                                                            |                                            | 14. James Gascoyne-Cecil, IV marchese di Salisbury | 28. Robert Gascoyne-Cecil, III marchese di Salisbury |  |  |       |  |  |                               |  |  |                      |  |
|                                                            |                                            | 14. James Gascoyne-Cecil, IV marchese di Salisbury | 29. Georgina Alderson                                |  |  |       |  |  |                               |  |  |                      |  |
| 7. Beatrice Gascoyne-Cecil                                 |                                            | 14. James Gascoyne-Cecil, IV marchese di Salisbury |                                                      |  |  |       |  |  |                               |  |  |                      |  |
|                                                            |                                            | 15. Cicely Gore                                    | 30. Arthur Gore, V conte di Arran                    |  |  |       |  |  |                               |  |  |                      |  |
|                                                            |                                            | 15. Cicely Gore                                    | 30. Arthur Gore, V conte di Arran                    |  |  |       |  |  |                               |  |  |                      |  |
|                                                            |                                            | 15. Cicely Gore                                    | 31. Edith Jocelyn                                    |  |  |       |  |  |                               |  |  |                      |  |
|                                                            |                                            | 15. Cicely Gore                                    |                                                      |  |  |       |  |  |                               |  |  |                      |  |